# 圣瑞尔 (上普罗旺斯阿尔卑斯省)
圣瑞尔（法語：Saint-Jurs）是法国上普罗旺斯阿尔卑斯省的一个市镇，属于迪尼莱班区（Digne-les-Bains）穆斯蒂耶尔圣玛丽县（Moustiers-Sainte-Marie）。该市镇2009年时的人口为138人。

## 人口
圣瑞尔人口变化图示
| 数据来源：INSEE |